# کالین سالمون
 کالین سالمون (انگلیسی: Colin Salmon؛ زادهٔ ۶ دسامبر ۱۹۶۲) بازیگر اهل بریتانیا است.
از فیلم‌ها یا برنامه‌های تلویزیونی که وی در آن نقش داشته است، می‌توان به روزی دیگر بمیر، رزیدنت ایول: قصاص، رزیدنت ایول، دنیا کافی نیست، امتیاز نهایی، مجازاتگر: منطقه جنگ، آزمون، لندن سقوط کرده‌است، هکس، محاکمه و مجازات، منطقه ۴۱۴، اسیران و جادوانگی اشاره کرد.